# Bhava Varman II
Bhava Varman II est le fils et successeur d'Içanavarman Ier. On ne connaît pas exactement la durée de son règne.